# Juan Fuentes
Juan Rafael Fuentes Hernández (Cordova, 5 gennaio 1990) è un ex calciatore spagnolo, di ruolo difensore.

## Carriera

### Club
Inizia la sua carriera da calciatore nel 2006, quando viene acquistato dal Córdoba per militare nelle varie divisioni giovanili del club di Cordova. Il 10 ottobre 2009 arriva il suo debutto in prima squadra, in occasione del match di campionato con il Real Murcia. Ottiene la sua prima ammonizione in carriera, da calciatore professionista, il 20 marzo 2010 durante la partita di campionato con il Gimnàstic. Il 29 ottobre 2011 durante il match di campionato con l'Hércules rimedia il suo primo cartellino rosso in carriera, a causa di una doppia ammonizione ricevuta durante il match.